# Saint-Louis-de-l'Isle-aux-Coudres
Pour les articles homonymes, voir Saint-Louis et L'Isle-aux-Coudres.
Saint-Louis-de-l'Isle-aux-Coudres (officiellement Saint-Louis) est un village compris dans le territoire de la municipalité de L'Isle-aux-Coudres dans Charlevoix au Québec (Canada). Le village est la plus ancienne agglomération de l'île aux Coudres. Situé sur la pointe sud de l'île, il fait face au fleuve Saint-Laurent.

## Toponymie
Le village est nommé en l'honneur de Louis Chaumont ou Chaumonot de La Jaunière, La Jeannière ou encore La Joannière, curé de Baie-Saint-Paul de 1736 à 1767 et missionnaire sur l'île aux Coudres au milieu du xviiie siècle,. Le nom rappelle Louis IX, roi de France de 1226 à 1270 et canonisé par l'Église catholique en 1297.

## Géographie
Le village est situé sur la partie ouest de l'île aux Coudres, à 110 km en aval de Québec sur le fleuve Saint-Laurent, vis-à-vis Baie-Saint-Paul, sur la rive.
Le village de Saint-Louis est constitué de deux pôles (ou « petits villages ») reliés par un corridor urbanisé le long du littoral :
- Le village de l'Anse, au sud, le plus dense et le plus ancien noyau villageois de l'île. Son organisation spatiale désordonnée témoigne de son occupation primaire;
- Le Cap-à-Labranche, à l'ouest, dont les bâtiments sont implantés de façon plus régulière[3].

Le ruisseau Rouge et le ruisseau de la Mare, alimentés par des tourbières localisées au centre de l'île, drainent le territoire.
Jusqu'au xxe siècle, l'économie repose sur les secteurs primaire et secondaire ; l'agriculture, la navigation et construction navale et, surtout, la chasse au béluga (dite « pêche au marsouin ») occupent l'essentiel de la main d'œuvre,. Le potentiel agricole de l'île demeure faible, surtout à Saint-Louis, avec une gamme de culture possible plutôt restreinte. La production des fruits (pommes, fraises, prunes) est la plus rentable.
Depuis la seconde moitié du xxe siècle, le tourisme est l'industrie principale de Saint-Louis-de-l'Isle-aux-Coudres. La villégiature est bien présente, avec environ un logement sur quatre qui n'est pas occupé par des résidents habituels.
On recense en 2021 342 habitants permanents répartis dans les secteurs du village de l'Anse et du Cap-à-Labranche.

## Histoire
L'île aux Coudres est accordée en 1687 au Séminaire de Québec lors de la concession de la seigneurie de Beau-Pré. Les premières terres sont cependant concédées en 1728. La paroisse Saint-Louis-de-France ou Saint-Louis-de-l'Isle-aux-Coudres est fondée en 1741 (elle n'est érigée canoniquement qu'en 1827) ; auparavant, les missionnaires transportent les actes de baptême, de mariage et de décès sur la côte. En 1762, les terres de l'île sont entièrement concédées à des colons ; la population est de 40 ménages ou 237 habitants.

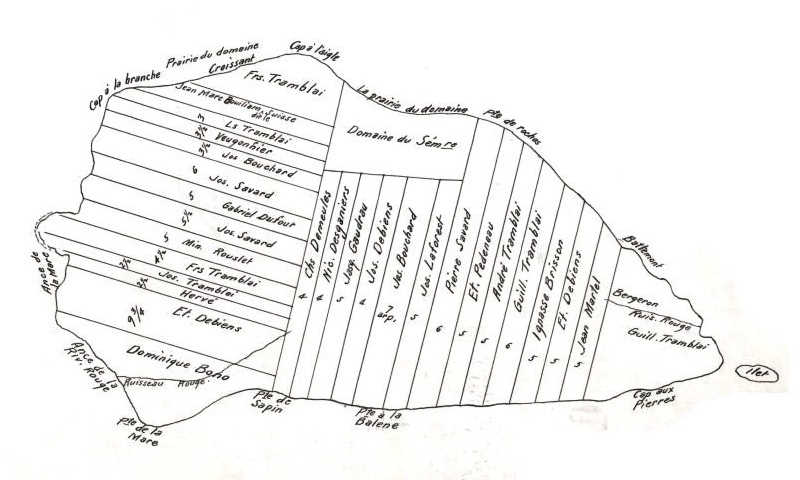
Plan parcellaire de l'île aux Coudres en 1751.

Le long du ruisseau Rouge, des moulins banaux à eau et à vent sont construits en 1826 et 1836 par la famille Tremblay pour le compte des seigneurs de l'île,. Afin de perpétuer le rite des processions de la Fête-Dieu hérité de la France médiévale, une chapelle, la chapelle de procession Saint-Isidore, est construite à l'extrémité sud-ouest du village en 1836. Une seconde chapelle, la chapelle de procession Saint-Pierre, est construite l'année suivante à l'autre extrémité du village.
Une municipalité de paroisse nommée Saint-Louis-de-l'Isle-aux-Coudres et couvrant l'ensemble de l'île est établie en 1845. Elle est abolie en 1847, puis érigée de nouveau en 1855.

En 1869, Alexis Mailloux rapporte qu'on ne trouve pas de village sur l'île aux Coudres. La construction en 1885-1886 d'une église conçue par l'architecte David Ouellet, et la constitution conséquente d'un îlot paroissial change la donne.

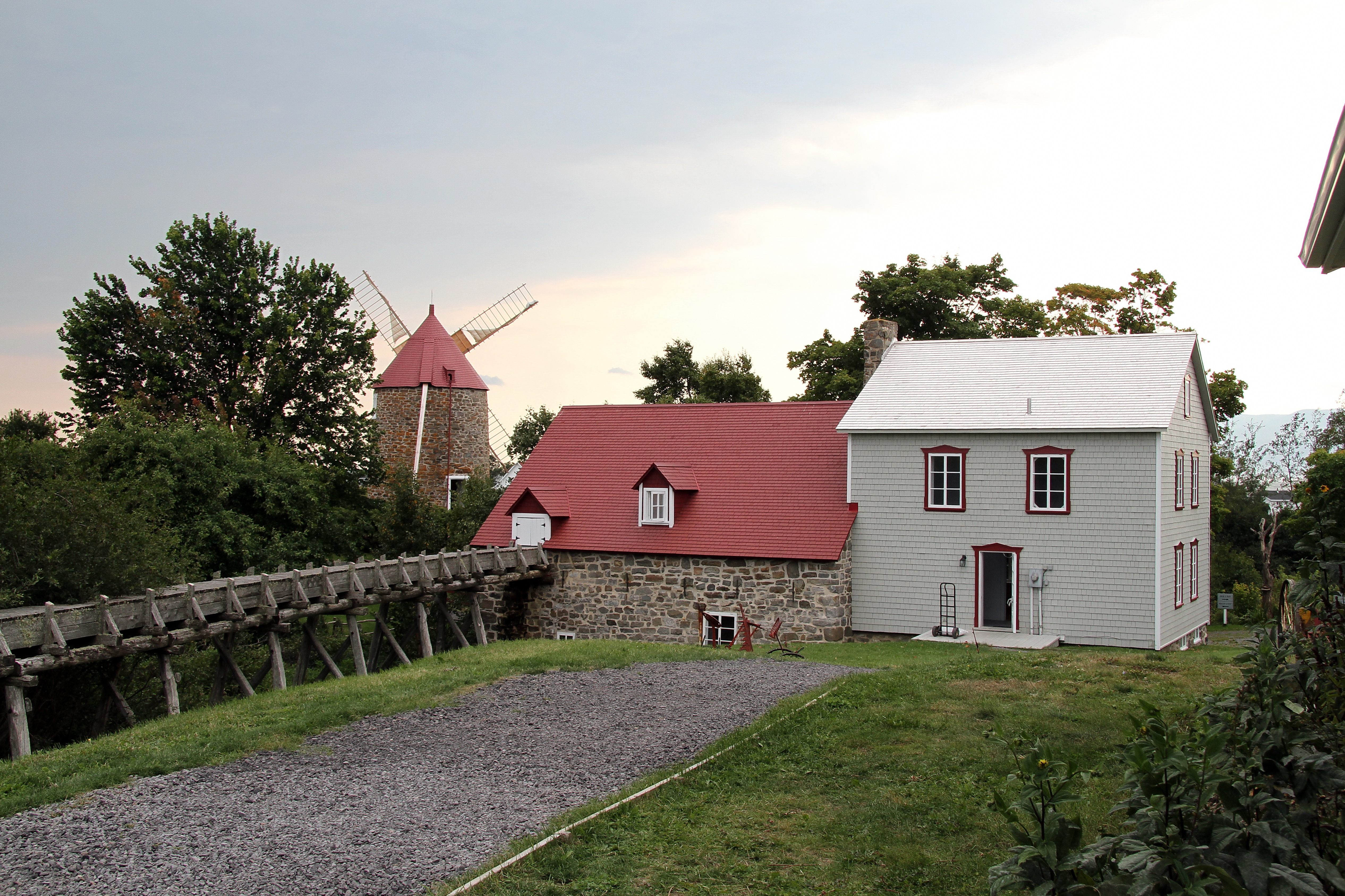
Les moulins à vent et à eau.
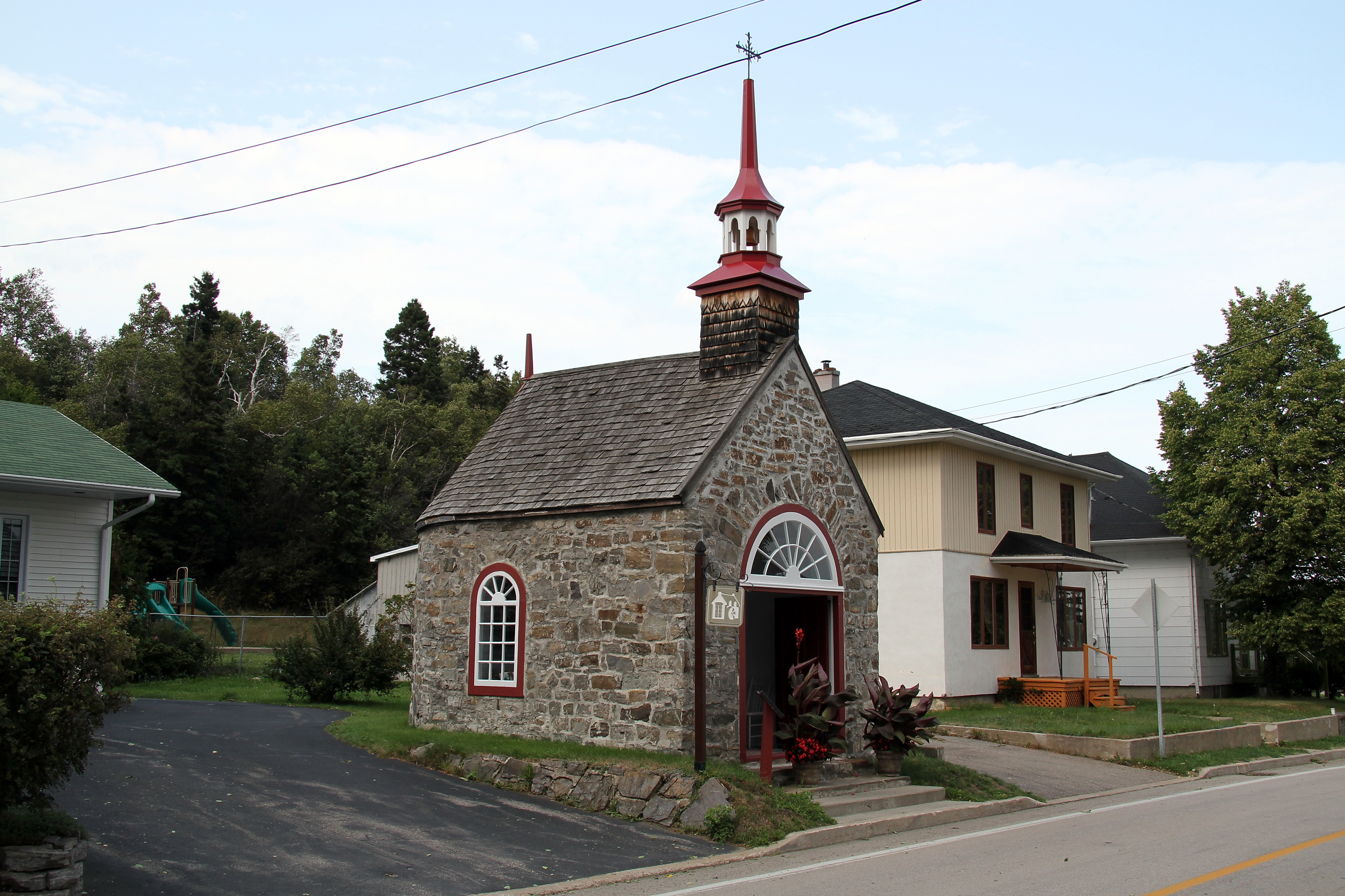
La chapelle Saint-Pierre.
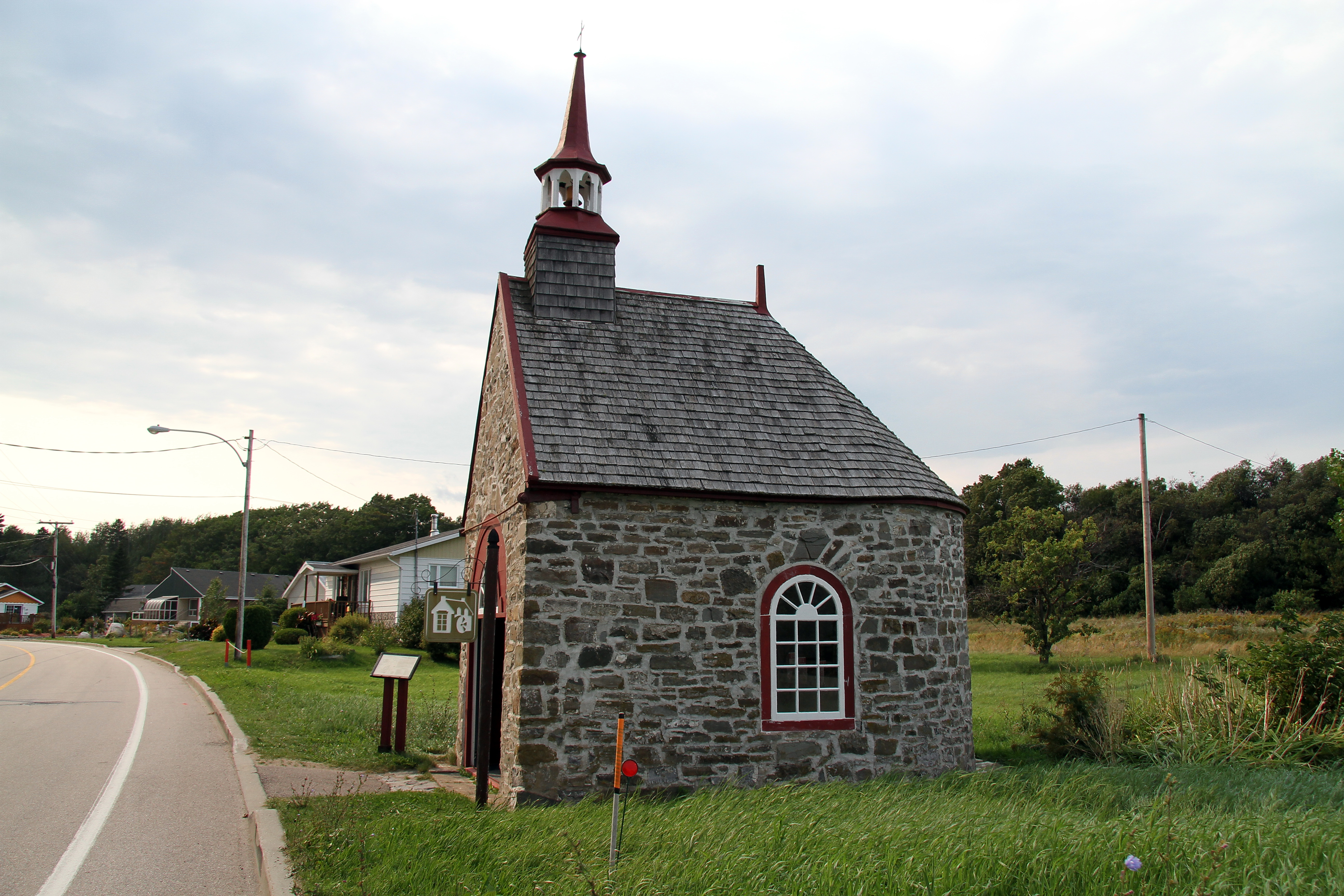
La chapelle Saint-Isidore.

En 1936, l'établissement à demeure d'une infirmière à Saint-Louis vient améliorer considérablement le bilan sanitaire de la paroisse, alors que le manque de soins, l'éloignement des hôpitaux, l'hygiène déficiente et la consanguinité résultent en une surmortalité. Un premier médecin s'établit en 1950. Entre 1900 et 1950, le taux de mortalité est passé de 20,2 à 9,3. On compte 716 habitants à Saint-Louis en 1951.
Une caisse populaire est fondée en 1944. Saint-Louis a aussi compté pendant un temps une succursale de la Banque canadienne nationale.
La municipalité de Saint-Louis-de-l'Isle-aux-Coudres est fusionnée à Saint-Bernard-de-l'Isle-aux-Coudres en 1994 pour former la municipalité de L'Île-aux-Coudres. La Baleine y est annexée en 2000, et la municipalité adopte la graphie de L'Isle-aux-Coudres.

## Services
L'économie reposant surtout sur le tourisme, le village est doté d'auberges et d'hôtels pouvant accommoder les visiteurs.
La seule école de l'île aux Coudres, l'école Saint-Pierre, est située à Saint-Louis. Elle offre une éducation pour les niveaux pré-scolaire, primaire et secondaire. On comptait autrefois au Cap-à-Labranche un couvent de deux classes.
Un cinéma de 75 places opérait dans les années 1950.
Le village est desservi par le téléphone depuis 1894. L'électricité est arrivée « tardivement », en 1954.